# Palatul Filek
Palatul Filek din Sibiu este un monument istoric și de arhitectură situat în Piața Mare din Sibiu. Edificiul a fost construit în anul 1802, pe locul reședinței guvernatorului Principatului Transilvaniei, care s-a mutat la Cluj. În anul 1872 clădirea a fost cumpărată de Episcopia Evanghelică a Transilvaniei, care a revenit astfel de la Biertan la Sibiu.